# Kölle Zoo Holding

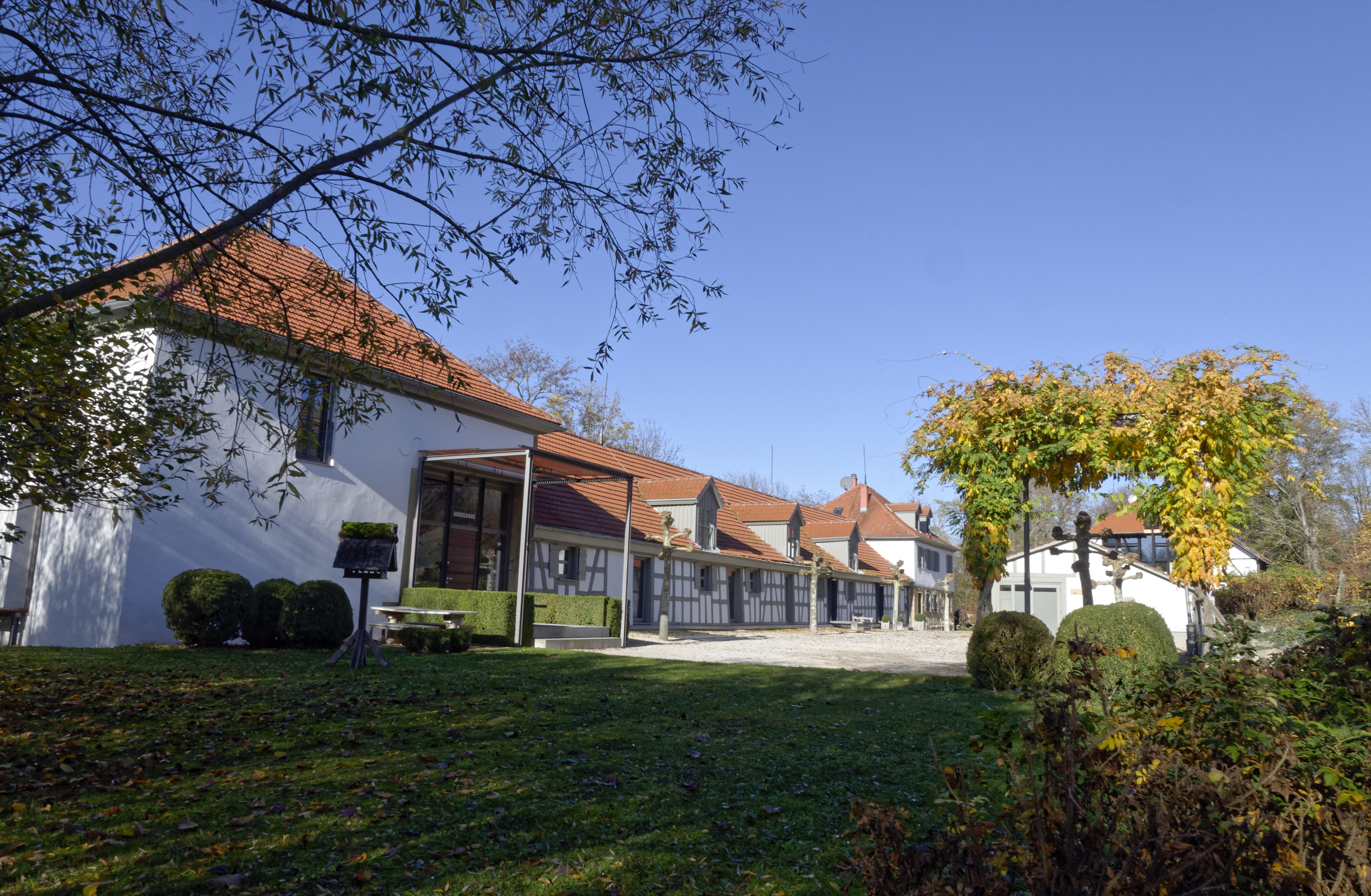
Das Kölle-Zoo-Management in Schwieberdingen

Die Kölle Zoo Holding GmbH (ˈkœl.l⁠ɛ⁠ t͡soː) mit Sitz in Schwieberdingen ist ein Einzelhandelsunternehmen für Tierbedarf und betreibt 2022 in Deutschland und Österreich insgesamt 22 Zoofachmärkte sowie einen Onlineshop mit insgesamt ca. 850 Mitarbeitern.

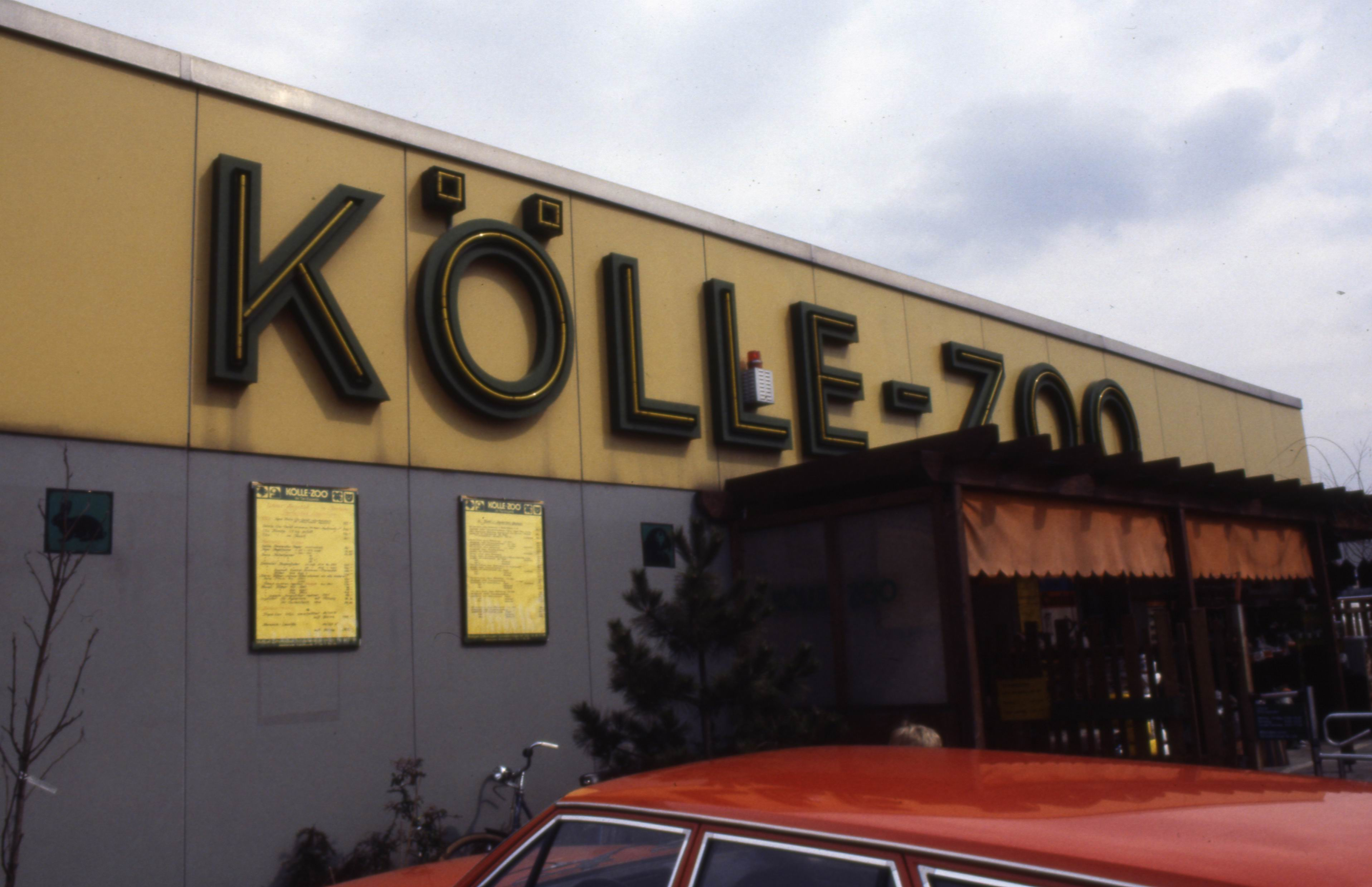
Filiale in Stuttgart 1984

## Geschichte
Kölle Zoo wurde 1984 von Kurt Landes gegründet. Zuvor war er leitender Angestellter in einem Stuttgarter Gartencenter, wo er 1969 einen Streichelzoo aufbaute. Kurz darauf folgte ein Streichelzoo in der Heilbronner Filiale des Gartencenters. Nach und nach wurden Futter und Zubehör mit in das Sortiment aufgenommen.
Im Laufe der Jahre wurden aus den Zoofachabteilungen zwei eigenständige Zoofachgeschäfte, die Landes 1979 übernahm. Ab 1984 firmierten beide Geschäfte dann unter dem Namen „Kölle Zoo GmbH“. Sukzessive wurden weitere Filialen eröffnet.
2002 zog sich Landes aus dem operativen Geschäft zurück und übergab die Geschäftsführung an Matthias Pohl. Im folgenden Jahr startete Kölle Zoo mit einem Themenwelten-Konzept und setzte dieses bei der Neueröffnung in Ludwigshafen mit einer Südseelandschaft um. 2004 folgte Karlsruhe mit einer südamerikanischen Dschungelwelt und 2005 Stuttgart mit einer asiatischen Dschungellandschaft.
Seit dem 1. Januar 2018 teilen sich der geschäftsführende Gesellschafter Matthias Pohl und Geschäftsführer Ramin Danaei die Unternehmensleitung. Im November 2018 ging Kölle Zoo mit seinem Onlineshop an den Start.
2019 expandierte das Unternehmen nach Österreich, wo fünf Märkte der Fressnapf-Tochter Megazoo übernommen und in Kölle Zoo Märkte umfirmiert wurden.

## Engagement
Kölle Zoo kooperiert mit Gnadenhöfen, Tierheimen und Tierschutzorganisationen. Dabei erfolgt nicht nur finanzielle Unterstützung und die Gewährung von Rabatten, sondern auch Sponsoring, Futterspenden und Bereitstellung von Räumlichkeiten für Tagungen und Events. Die Zusammenarbeit mit der Aktion „Tierheimhelden“ soll die Vermittlungschancen für Tierheimtiere verbessern. Hierfür werden Tierheimtiere auf der Unternehmens-Homepage vorgestellt und Kunden finanzielle Anreize für eine Tieradoption geboten. Der Kölle Zoo in Esslingen verfügt zudem über ein digitales Adoptionscenter.

## Auszeichnungen
- 2007: Global Pets Award (Weltweit bestes Unternehmen der Heimtierbranche)[3]
- 2010: Dienstleister des Jahres[4]
- 2011: pet-Fachhandelspreis
- 2012: Großer Preis des Mittelstands[5]
- 2013: Testsieger – Bundesweite Studie des Deutschen Instituts für Service-Qualität[6]
- 2014: Beste Tiernahrungsabteilung Deutschlands (Petcare-Auszeichnung für Kölle Zoo Nürnberg)[7]
- 2016: Beste Tiernahrungsabteilung Deutschlands (Petcare-Auszeichnung für Kölle-Zoo Weiterstadt)[8][9]
- 2018: Fachmarkt Star Sonderpreis (Deutscher Fachmarkt-Immobilienkongress)[10]